# Michał Wierba
Michał Wierba (ur. 13 lutego 1986 w Krakowie) – polski pianista, kompozytor. Ukończył Akademię Muzyczną w Katowicach w klasie prof. Wojciecha Niedzieli. W roku 2008 otrzymał Grand Prix na konkursie Bielska Zadymka Jazzowa, co zaowocowało nagraniem debiutanckiej płyty Michał Wierba Quintet – „Blackjack”. W latach 2006–2012 artysta współtworzył grupę Wierba & Schmidt Quintet, z którą zrealizował trzy płyty studyjne („Maya”, „Black Monolith”, „The Mole People”) i jeden album koncertowy („Live in Getxo”).
W roku 2013 założył grupę Michał Wierba Doppelganger Project, z którą zrealizował dwa albumy („Orange Sky”, „Body Language”). Od 2016 roku artysta współtworzy grupę The Holographic Principle (wspólnie z Ronnie Burrage i Nimrodem Speaksem) oraz realizuje solowy projekt Sea&Fire z pogranicza jazzu i muzyki elektronicznej.

## Nagrody
- Młodzieżowy Konkurs Improwizacji Jazzowej im. Milesa Davisa w Kielcach 2004 – Grand Prix
- XXX Międzynarodowy Konkurs Młodych Zespołów Jazzowych „Jazz Juniors” 2006 – Pierwsza Nagroda
- Bielska Zadymka Jazzowa 2008 – Grand Prix
- Jazz Nad Odrą 2008 – III nagroda indywidualna
- Ist Tarnów Jazz Contest 2008 – Grand Prix
- Krokus Jazz Festival 2008 – Grand Prix
- Jazzda 2009 – Grand Prix
- 22 Festiwal Standardów Jazzowych w Siedlcach – Grand Prix
- XIII Ogólnopolski Przegląd Młodych Zespołów Jazzowych i Bluesowych 2009 – Grand Prix
- Student Jazz Festival Bydgoszcz 2009- Grand Prix
- Novum Jazz Festival 2010 – II nagroda indywidualna
- XXXIV International Jazz Festival of Getxo 2010 – Pierwsza Nagroda, Nagroda Publiczności
- Jazz Hoeilaart 2010 – II Nagroda

## Występy na festiwalach
- 2005-Skok Jazz Sopot (Sopot, Polska)
- 2010-Hague Jazz Festival (Haga, Belgia)
- 2010-Bermeo Jazz Festival (Bermeo, Hiszpania)
- 2010-Aeropuerto De Palma Jazz Festival (Mallorca, Majorka)
- 2010-Festival De Jazz De Ibiza (Ibiza)
- 2010-Jazz W Lesie (Sulęczyno, Polska)
- 2012-Silesian Jazz Meeting (Rybnik, Polska)
- 2012-Jazz Nad Odrą (Wrocław, Polska)
- 2012-Jazz W Ruinach (Gliwice, Polska)
- 2013-Novum Jazz Festival (Łomża, Polska)
- 2016-All Souls Jazz Festival (Chicago, USA)
- 2017-Poetry & Jazz (Frederick, Maryland, USA)
- 2017-Zaduszki jazzowe w Krakowie (Polska)

## Dyskografia
- 2009 Michał Wierba Quintet – Blackjack (Jazz Forum Records)
- 2009 Wierba & Schmidt Quintet – Maya (Jazz Forum Records)
- 2010 Wierba & Schmidt Quintet – Live in Getxo (Errabal)
- 2010 Wierba & Schmidt Quintet – Black Monolith (SJ Records)
- 2011 Wierba & Schmidt Quintet – The Mole People (SJ Records)
- 2014 Michał Wierba Doppelganger Project – Orange Sky (Celestis Records)
- 2016 Michał Wierba – Body Language (ForTune Records)